# Rypin (Landgemeinde)
Die gmina wiejska Rypin ist eine selbständige Landgemeinde in Polen im Powiat Rypiński in der Woiwodschaft Kujawien-Pommern. Sie zählt 7533 Einwohner (31. Dezember 2020) und hat eine Fläche von 131,9 km², die zu 7 % von Wald und zu 84 % von landwirtschaftlicher Fläche eingenommen wird. Verwaltungssitz der Landgemeinde ist die Stadt Rypin, die ihr selbst nicht angehört.

## Geographie
Das Gemeindegebiet umfasst die Stadt Rypin vollständig.

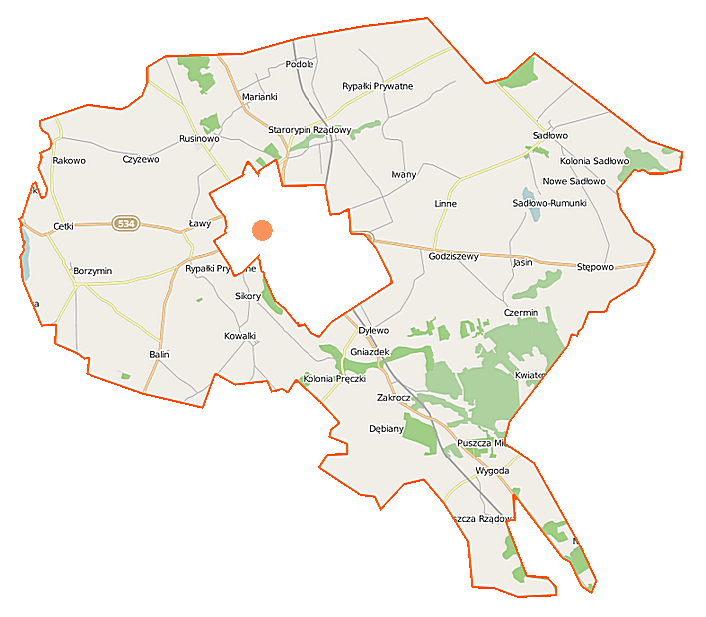
Karte der Gemeinde

## Gemeindegliederung
Die Landgemeinde umfasst 25 Ortschaften mit Schulzenamt und die weiteren Ortschaften Iwany, Ławy, Puszcza Miejska, Rakowo, Sadłowo-Rumunki:
| polnischer Name | deutscher Name (1942–1945)       |
| --------------- | -------------------------------- |
| Balin           | Rübenfeld                        |
| Borzymin        | Bören                            |
| Cetki           | Setten                           |
| Czyżewo         | Zeising                          |
| Dębiany         | Eichelgrund (1939–1942 Dembiany) |
| Dylewo          | Dielen                           |
| Głowińsk        | Treuglöwen                       |
| Godziszewy      | Godesfeld                        |
| Iwany           | Hannedorf                        |
| Jasin           | Jansen                           |
| Kowalki         | Schmiedehof                      |
| Kwiatkowo       | Blütenhof                        |
| Linne           | Linne                            |
| Marianki        | Marienkaten                      |
| Nowe Sadłowo    | Neusedlau                        |
| Podole          | Pudel                            |
| Puszcza         | Öderwald                         |
| Rakowo          | Krebswasser                      |
| Rusinowo        | Rauschenfeld                     |
| Sadłowo         | Sedlau                           |
| Sadłowo-Rumunki | Sedlau-Räumung                   |
| Sikory          |                                  |
| Starorypin      | Altrippin                        |
| Stawiska        | Wiesken                          |
| Stępowo         | Stempau (1939–1942 Stempowo)     |
| Zakrocz         | Sagert                           |